# Andrena murreensis
Andrena murreensis är en biart som beskrevs av Cockerell 1923. Andrena murreensis ingår i släktet sandbin, och familjen grävbin. Inga underarter finns listade i Catalogue of Life.